# Harry Grey, III conte di Stamford
Harry Grey (10 giugno 1685 – 16 novembre 1739) è stato un nobile britannico.

## Biografia
Era il figlio maggiore di John Grey e nipote di Henry Grey, I conte di Stamford.
Nel 1709 ereditò da lontani parenti delle proprietà terriere a Enville nel Staffordshire.
Sposò il 6 luglio 1704 Dorothy Wright, figlia di Sir Nathan Wright, dalla quale ebbe sette figli:
- Harry Grey, IV conte di Stamford (1715–1768)
- Hon. John Grey (?-1777)
- Lady Dorothy Grey (?-1781)
- Lady Catherine Grey, che sposò John William van Trip e nel 1740 Gillis van den Bempden (1697–1748), entrambi ufficiali di Amsterdam
- Lady Diana Grey (?-14 gennaio 1780), che sposò nel 1736 George Middleton di Seaton e Fettercairn
- Lady Anne Grey (?-20 novembre 1791), sposò nel 1744 Sir Richard Acton, V baronetto
- Lady Jane Grey (?-giugno 1752), sposò nel 1738 George Drummond di Blair Drummond

Ereditò la contea di Stamford alla morte del primo cugino Thomas Grey, II conte di Stamford nel 1720 insieme alle terre della famiglia a Bradgate Park nel Leicestershire; in tal modo le proprietà di due distinti rami della famiglia Grey si unirono di nuovo.
Il conte tuttavia decise di porre la propria residenza a Enville, lasciando così che la dimora a Bradgate Park cadesse in rovina.
Alla sua morte venne succeduto dal figlio maggiore Harry.